# Hirschhorn (Neckar)
Hirschhorn er en kommune i Kreis Bergstraße med 3585 indbyggere.

## Kommunalvalg 2011
| Parti             | Procent |
| ----------------- | ------- |
| CDU               | 38,5    |
| SPD               | 31,1    |
| Profil Hirschhorn | 30,4    |

## Partnerbyer
Heppenheim er partnerby til
- Château-Landon, Frankrig siden 1981